# Kostel Nanebevzetí Panny Marie (Třebsko)
Kostel Nanebevzetí Panny Marie je farní barokně přestavěný kostel v obci Třebsko v okrese Příbram ve Středočeském kraji. Kostel je chráněn jako kulturní památka. Zdejším administrátorem excurrendo je Robert Bogdan Cieszkowski.

## Historie
Kostel má zřejmě románské či raně gotické jádro. První písemná zmínka o kostele pochází z roku 1352. Kostel byl barokně přestavěn v 17. století. Dne 26. července 1790 se zde oženil pedagog a hubení skladatel Jakub Jan Ryba s Annou Laglerovou (1769–1823), dcerou Jana Laglera, rožmitálského purkrabího. Kostel později býval častým cílem hudebního skladatele Antonína Dvořáka, který se svou rodinou často přes léto pobýval ve Vile Rusalka ve Vysoké u Příbramě. Někdy zde hrával na varhany. Také sem z peněz, které získal za svou první cestu do Spojených států, zakoupil v roce 1894 nové varhany. Ty byly zničeny při požáru v roce 1953, když do kostela udeřil blesk. Kostel kompletně vyhořel, zůstaly z něj jen obvodové zdi. Následně byl obnoven v roce 1957. Varhany, které jsou nyní umístěné v kostele, vyrobila dílna varhanáře Gottharda Weltzla z Králíků. Varhany byly darem rodiny Pelherterů a původně se nacházely ve hřbitovní kapli svaté Anny v Klášterci nad Ohří. Nástroj s akantovými řezy a malovanými píšťalami (motivy maskaronů), údajně nemá v Čechách obdoby. Nástroj je navíc jediným dílem, které Weltzl signoval.

## Stavební podoba
Areál kostela se hřbitovem se nachází na návrší na jižním okraji obce. Kostel stojí v severní části novodobě rozšířeného rozsáhlého hřbitova. Starý horní hřbitov raně barokního původu je obdélníkového půdorysu a je obehnán zdí se dvěma branami. Nový dolní hřbitov není součástí areálu. Jednolodní kostel má zřejmě již románské jádro z 1. poloviny 13. století. V blízkosti kostela se nacházejí tři kříže. Litinový kříž před západní branou z roku 1879, kovaný kříž za presbytářem a kamenný kříž u příjezdové cesty na severním svahu kostelního návrší z roku 1849. U cesty při úpatí kostelního návrší se také nachází socha svatého Jana Nepomuckého.

## Pověst
Ke kostelu se váže pověst o poustevníkovi, který prý žil na kopci Zavírka a dožil se věku přes sto let. Když zemřel, zvony v třebském kostele se samy od sebe rozezněly. Kromě toho se k místu, kde poustevník skonal, vydal pár volů i s povozem, což mělo být znamení, že si poustevník přeje být pohřben a hřbitově u třebského kostela. Místem kde se nacházela ona poustevna, mohlo být v lesích mezi místem zvaným Skelná Huť a vodní nádrží Pilská, kde se nachází rybníček u něhož se nachází stopy po stavbě, která byla archeologickým průzkumem datována zhruba do 15. století. Mohlo se ale jednat i o královskou hájovnu, jenž je zmiňována v pramenech z 2. poloviny 16. století, kde žil hajný Václav. Samotářsky žijící hajný se mohl stát podkladem pro vznik pověsti o poustevníkovi.